# Aree storiche di Baekje
Le aree storiche di Baekje sono un gruppo di monumenti situati in tre città sudcoreane: Gongju, Buyeo e Iksan. Si riferiscono all'ultimo periodo del regno di Baekje, che rappresenta il periodo dal 475 al 660, uno dei tre regni che fiorirono dal 18 a.C. al 660. Il sito designato come Patrimonio dell'umanità dell'UNESCO è costituito da otto zone archeologiche. Queste sono: la fortezza di Gongsanseong (공주 공산성) e le tombe reali a Songsan-ri, relative alla capitale di Ungjin, ora Gongju; la fortezza Busosanseong (부소산 성) e gli edifici amministrativi Gwanbuk-ri, il tempio Jeongnimsa, le tombe reali Neungsan-ri e le mura della città Naseong dei Sabi, ora Buyeo, oltre al palazzo Wanggung-ri e al tempio Mireuksa a Iksan, una regione capitale sussidiaria di Sabi.
Le aree storiche di Baekje sono state inscritte come sito del Patrimonio dell'umanità dell'UNESCO l'8 luglio 2015 durante la 39ª sessione del Comitato, sia come patrimonio culturale ai sensi del criterio ii, per le caratteristiche culturali e architettoniche che gli antichi regni dell'Asia orientale della Corea hanno sviluppato rispetto ai metodi di costruzione e al buddhismo e scambiati con Cina e Giappone, sia ai sensi del criterio iii, per la straordinaria, cultura, religione e arte del Regno di Baekje nelle sue capitali, santuari buddisti e strutture funerarie e pagode di pietra.

## Posizione
I siti del patrimonio si trovano nella regione collinare centro-occidentale della Repubblica di Corea, nell'Iksansi Buyeogun nel Jeollabukdo e nel Gongju-si nel Chungcheongnam-do.

## Storia

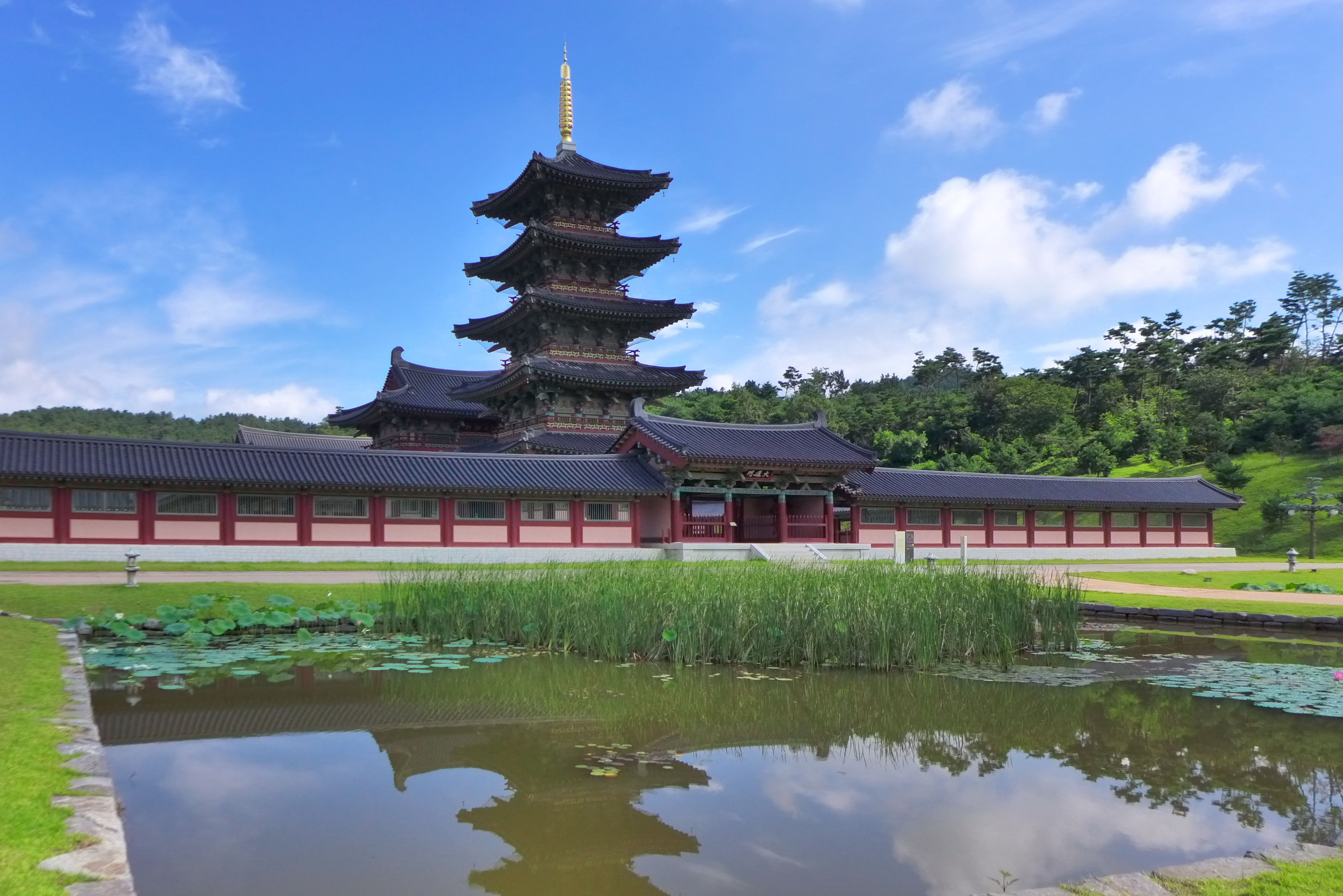
Baekje Cultural Land, Buyeo-gun, Chungcheongnam-do

Nel Baekje, un antico regno della Corea che fiorì per 678 anni, dal 18 a.C. al 660, l'interazione con i paesi dell'Asia orientale ha permesso lo sviluppo della propria cultura unica, diversa da quella degli altri due regni vicini di Goguryeo e Silla. Baekje, l'odierna Seul (Hanseong), era stata fondata su una piccola area sulle rive del fiume Hangang, nel 18 a.C., dalla popolazione migrata da Goguryeo. Nel corso degli anni la città si estese verso la parte sud-occidentale del paese. Il regno divenne famoso culturalmente ed economicamente ma in seguito scoppiarono guerre tra i tre regni e nella battaglia Goguryeo vinse e occupò Baekje, la capitale del Regno. Questo venne poi trasferito da Hanseong a Ungjin, dove fu eretta la Fortezza di Gongsanseong nel 475, che divenne la sua capitale. Questo trasferimento facilitò, il nascente stato di Baekje, nell'assorbire la cultura e l'architettura cinesi legate all'urbanistica, e il passaggio al buddismo. Baekje trasmise i suoi valori culturali e religiosi anche al Giappone, e Ungjin (costruito al centro del fiume Geumgang a forma di diamante, 130 km ad est di Seoul, divenne una potenza influente nell'Asia orientale.
Tuttavia, ci fu un ulteriore spostamento della capitale a Sabi e un potente regno venne stabilito a Buyeo nel 538. Questo trasferimento si rese necessario per ragioni di commercio, poiché la capitale principale non aveva questo vantaggio. Qui la città si sviluppò con un palazzo reale, fortezze, cimiteri reali e un cordone di sicurezza costituito da una cinta muraria. Durante il regime del periodo Sabi (538-660), il re Seong trasferì la capitale a Buyeo nel 538. Iksan venne istituita come seconda capitale per scopi amministrativi. Nel 660, Baekje subì una sconfitta per mano di Silla, che si era alleata con la cinese Dinastia Tang.
Il buddismo giunse a Baekje dalla Cina per la prima volta alla fine del IV secolo. Nel VI secolo, Gyeomik, un monaco buddista di Baekje, andò in India per saperne di più sul buddismo e per riportare le scritture, che furono tradotte nella lingua locale. La filosofia buddista si diffuse ampiamente in tutti i settori della società e il sovrano si considerava un Buddha per esercitare il controllo reale sui suoi sudditi. Durante questo periodo, a Baekje furono costruiti molti grandi templi buddisti e pagode. Ciò consentì anche una stretta interazione con la Cina e il Giappone, non solo nel campo della religione e della filosofia, ma anche nella costruzione di templi in questi paesi durante il V-VII secolo. Questo periodo vide anche l'emergere dell'Asia orientale come un "cerchio geo-culturale" con un modello di scrittura uniforme con caratteri cinesi, pratica del buddismo e adozione di codici legali confuciani. La città prosperò per quasi 700 anni dal 18 a.C. al 660 con i vicini regni di Goguryeo a nord e Silla a est.
I monumenti storici del periodo di Baekje finirono con l'essere sepolti e durante gli scavi sono stati trovati in buono stato di conservazione. Il governo della Corea del Sud li ha designati siti del patrimonio ai sensi del Cultural Heritage Protection Act del 1962, modificato nel 2012, e dello Special Act sulla conservazione e promozione delle città antiche del 2004, modificato nel 2013. I siti sono stati anche sottoposti alle ordinanze di protezione del patrimonio culturale dei governi locali come il Chungcheongnam-do del 2002 e il Jeollabuk-do del 1999.
Tutti gli enti interessati hanno costituito un'organizzazione speciale chiamata Baekje Historic Areas Conservation and Management Foundation; sono coinvolti i governi centrali, provinciali e locali e le associazioni di comunità. È stato anche messo in atto un piano generale di conservazione e gestione per il 2015-2019 per garantire che il "valore universale eccezionale" dei monumenti nella proprietà inscritta sia ben conservato con un piano di gestione del turismo appropriato per i siti.

## Caratteristiche

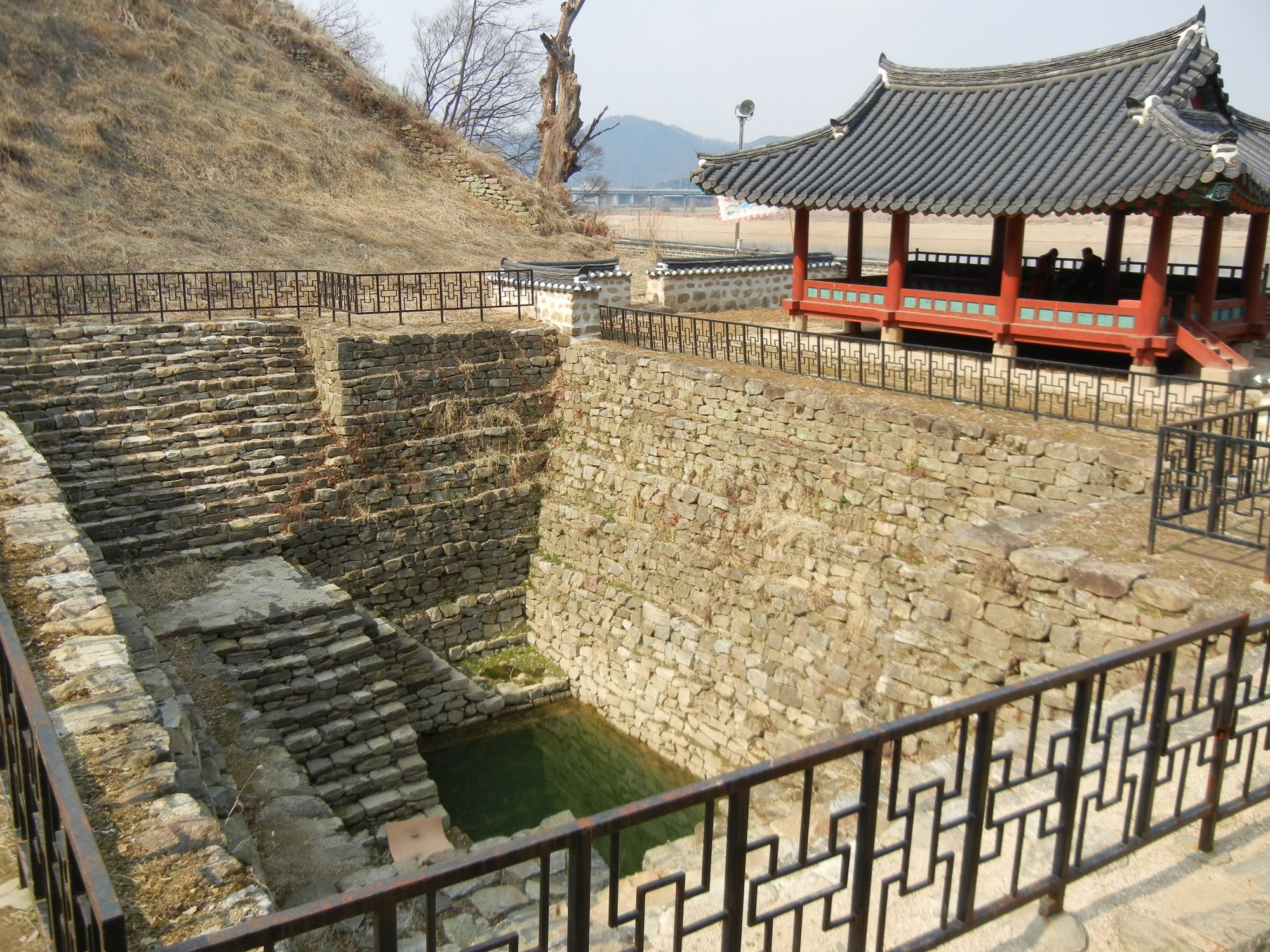
Fortezza di Gongsanseong di Gongju

Descrizione degli otto siti presenti nella lista del patrimonio.
La fortezza di Gongju Gongsanseong era inizialmente conosciuta come Ungjinseong e successivamente come Gongsanseong durante il regno della dinastia Goryeo. Occupa un'area di 20 ettari, attualmente nei distretti di Geumseong-dong e Sanseong-dong. È stata portata alla luce durante gli scavi archeologici effettuati dopo gli anni 1980, quando sono stati rivelati i metodi usati nella costruzione del bastione dei forti, del palazzo reale e delle strutture associate allo stesso. Il forte si trova in cima alla collina Gongsan (altitudine 110 m) e si estende su una lunghezza di 2666 m, con il suo muro di pietra lungo 1925 m e il resto (735 m) in terra battuta. Fu costruito come fortificazione di difesa adattata alla topografia locale collegando le cime delle colline e le valli. Dopo il crollo dell'impero Baekje, i bastioni furono ricostruiti completamente con muri di pietra. Funzionò sia come struttura di difesa che come palazzo reale.

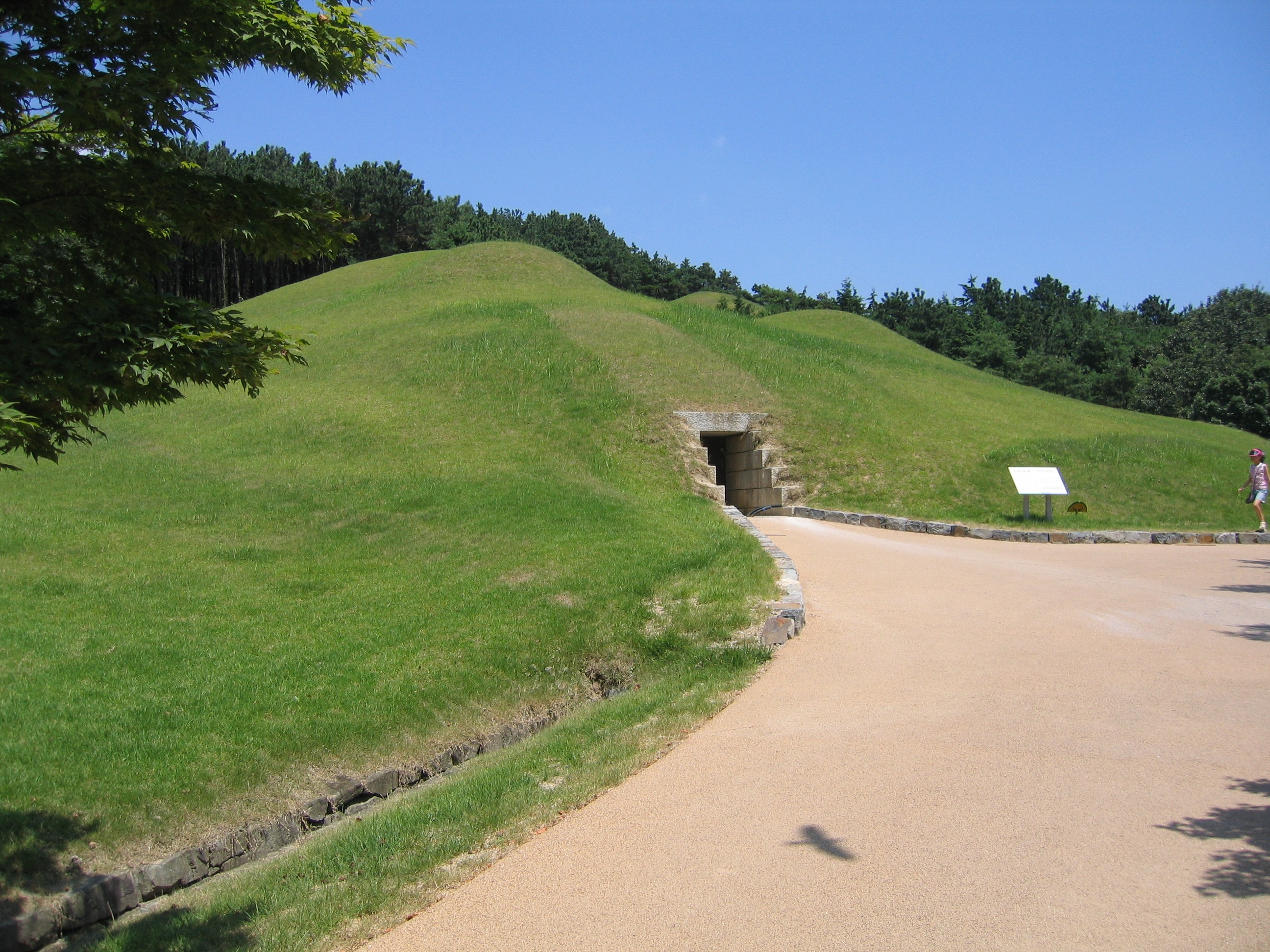
Tomba del re Muryeong, una tomba reale a Songsan-ri

La tomba reale del re Muryeong appartiene al 25º re di Baekje. È anche conosciuta come "tombe reali di Songsan-ri o tombe reali di Baekje". Si trova in cima ad una piccola collina (altezza 75 m) sul lato meridionale del fiume Geumgang. Fu portata alla luce nel 1971 in condizioni intatte, sebbene alcuni scavi fossero stati effettuati nel 1927 e nel 1932. Durante gli scavi, la tomba del re è stata trovata ben conservata con gli oltre 4.600 oggetti in buone condizioni. Anche la regina fu sepolta qui. La tomba faceva parte di altre sei tra le tombe reali a Songsan-ri che furono costruite intorno al 475 dopo il trasferimento della capitale. La tomba del Re e la tomba n. 6 sono realizzate in mattoni con soffitto a volta, mentre le altre cinque sono state costruite come camere in pietra con soffitti a cupola.

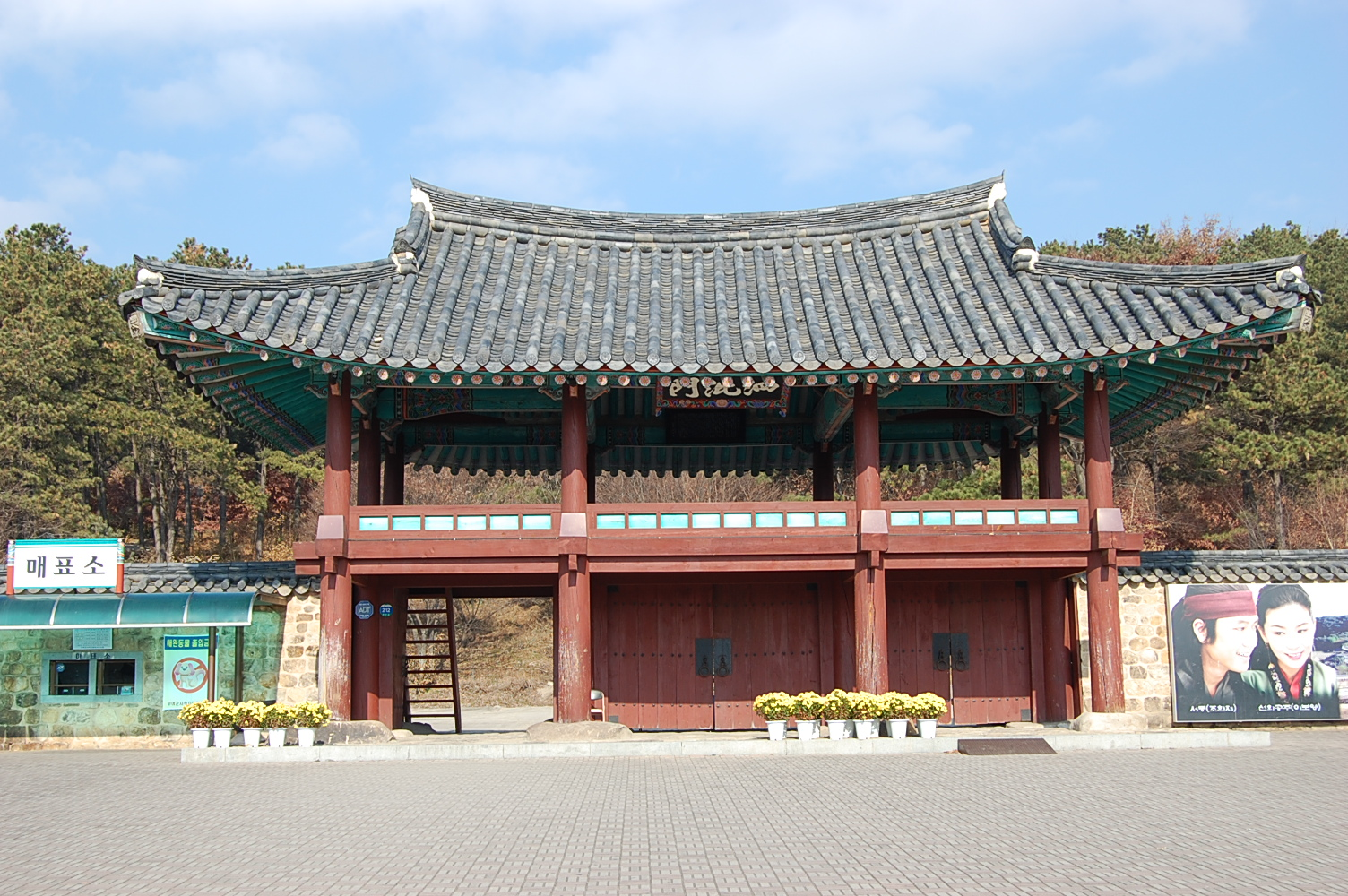
Fortezza Busosanseong di Buyeo

La fortezza di Busosanseong, situata su una piccola collina, era conosciuta nel primo periodo come Sabiseong. Formava il giardino sul retro del palazzo reale ed era una via di fuga di emergenza. Gli scavi archeologici effettuati nel 1993 hanno portato alla luce questo forte. Si trova sul colle Busosan (altitudine 106 m) situato all'estremità settentrionale di Buyeo, sulla riva occidentale del fiume Geumgang. Il muro del forte ha un perimetro di 2495 m con una larghezza di base da 5 a 6 m, ed è alto 3 m.  Venne costruito con il metodo della terra battuta, con due porte, una a sud e l'altra a est; la porta sud era quella principale. I ritrovamenti indicano anche che il forte venne utilizzato come insediamento militare per più di 1.000 anni. La "Roccia di Nakhwaam", che significa "Roccia dei fiori che cadono", una sporgenza rocciosa, è nota per la tragica leggenda di Baekje relativa a 3.000 dame reali che si suicidarono gettandosi dalla scogliera.

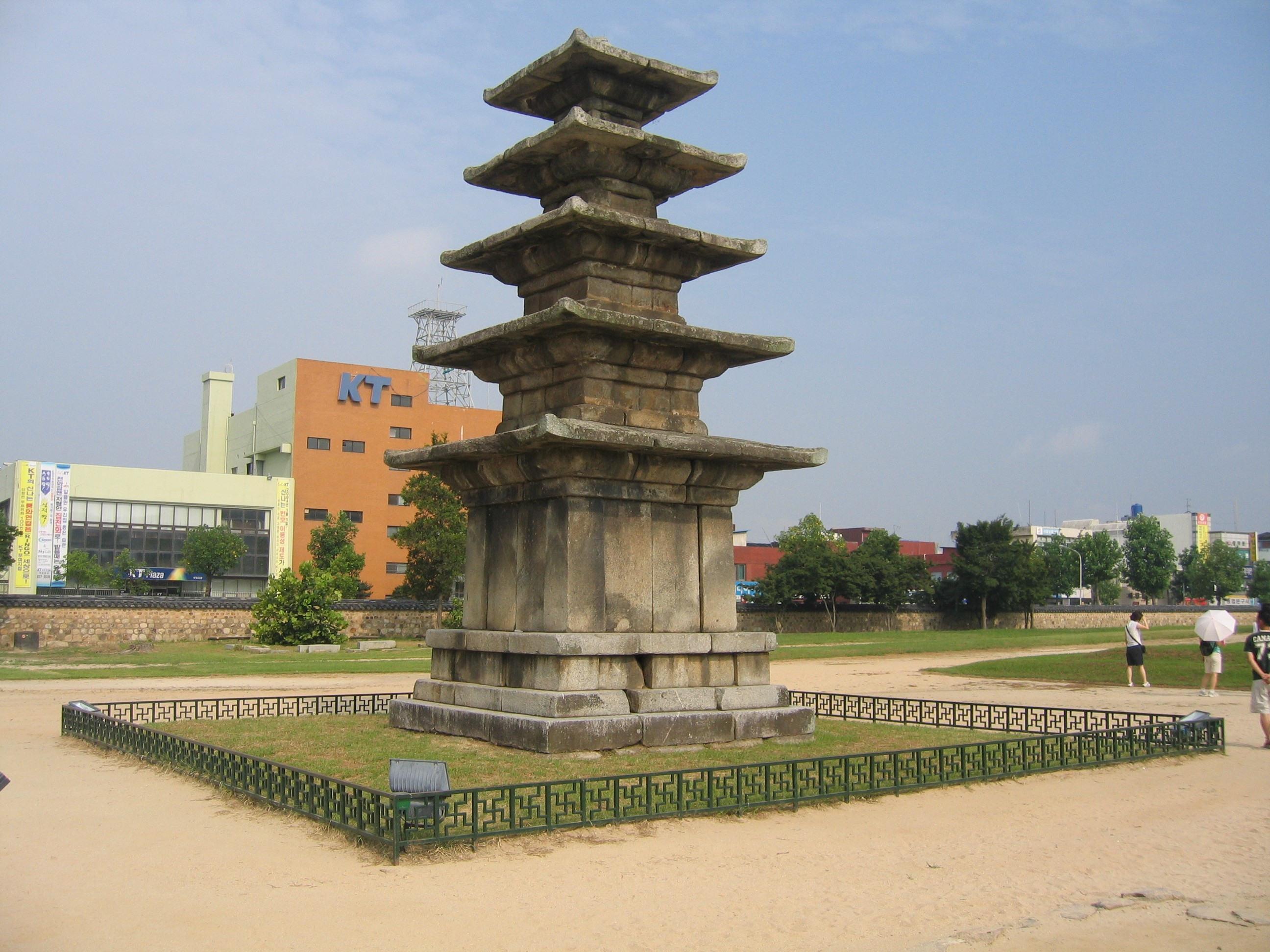
La pagoda a cinque piani di Jeongnim-sa.

Il disegno del sito del tempio di Jeongnimsa è una forma architettonica popolare in tutta la Corea e ha una "forma di pagoda-sala di preghiera-aula magna". Si trova su un terreno pianeggiante e si trova sullo sfondo del colle Geumseongsan a est e del Busosan a nord. Costruito durante il periodo Sabi, il tempio ha incisioni sulla pagoda che commemorano la vittoria della dinastia Tang su Baekje. Il tempio ha un cancello centrale, aule di preghiera e conferenze e la zona residenziale dei monaci, tutte collegate da passaggi. Gli edifici erano in legno fondati su plinti piastrellati. Il sito ha una pagoda a cinque piani alta 8 metri con una piattaforma bassa e un corpo principale alto al suo primo livello, e con dimensioni ridotte ai livelli più elevati. Altri reperti archeologici includono molte tegole e figurine di argilla.
Nel sito di Mireuksaji Seoktap, il tempio presenta due grandi pagoda di pietra. È considerato il più grande sito di templi non solo in Corea, ma in tutta l'Asia orientale. La torre orientale della pagoda è stata ristrutturata nel 1993 e nuovamente nel 2009. Anche la torre ovest è stata ricostruita. A fianco del sito del tempio sorge il Museo nazionale di Iksan, che oltre ai reperti provenienti dal vicino tempio, ospita altri reperti dell'epoca Baekje provenienti dal sito archeologico di Wanggung-ri.
Le tombe reali di Neungsan-ri mostrano un cambiamento nello stile architettonico del soffitto da volta a piatto. Le tombe furono scavate tra il 1915 e il 1917. Qui sono state scoperte sette tombe, sei disposte su due file e la settima situata a 50 metri di distanza. Tre tombe hanno camere in pietra con un passaggio e con soffitti a volta a forma esagonale e quadrata.
Il muro della città di Naseong, costruito per difendere la città, è lungo 6,3 km e costruito in terra e pietra. Forniva sicurezza alla parte settentrionale e orientale di Sabi. Venne costruito con la tecnologia della terra battuta, allora innovativa. La parte orientale del muro è stata restaurata. I muri di terra sono stati costruiti con assi di legno, ramoscelli e foglie lungo alcuni tratti. Gli scavi hanno rivelato il cancello principale nella parte orientale di Buyeo, vicino alle Tombe Reali a Neungsan-ri. Largo 9,5 metri era costruito con pietre rettangolari. Un altro cancello situato a 800 metri di distanza è stato trovato nel 2013.
Il sito del tempio del colle Busosan ha sul suo versante sud-occidentale un tempio buddista portato alla luce durante gli scavi nel 1980. Il tempio copre un'area di 3500 m2. Ha una pagoda e una sala di preghiera. Tra i reperti trovati c'è una cintura in bronzo dorato che si ritiene appartenesse a una persona di alto rango.